# Каршинский магистральный канал
Каршинский магистральный канал (узб. Qarshi magistral kanali) — магистральный ирригационный канал, проходящий по территории Каршинской степи и соединяющий Амударью и Кашкадарью. Был прорыт в советское время; ныне располагается на территории двух стран: Узбекистана (Кашкадарьинская область) и Туркменистана (Лебапский велаят).

## Описание
Канал берёт начало из Амударьи возле пристани Пулизиндан, расположенной на территории современного Лебапского велаята Туркменистана к югу от города Достлук. Русло ориентировано в северо-восточном направлении и пересекает границу между Туркменистаном и Узбекистаном. Канал заканчивается впадением в Кашкадарью рядом с посёлком, который также носит название Кашкадарья. Устье расположено на территории Каршинского района Кашкадарьинской области Узбекистана.
Длина канала составляет 290 км. Берега на протяжении более 100 км забетонированы. Максимальный расход воды — 195—220 м³/с.
На расстоянии приблизительно 80 км от головы канала располагается Талимарджанское водохранилище, берущее воду из системы. Перед соединением с водохранилищем располагаются шесть насосных станций, предназначенных для преодоления перепада высот 132 м. В состав системы входят 36 насосных агрегатов общей мощностью 450 МВт. Далее течение по основному руслу осуществляется самотёком, а ответвление к водохранилищу снабжено седьмой насосной станцией.
Строительство первой очереди канала началось в 1965 году и завершилось в 1973 году. Цель строительства — подача вод Амударьи в засушливые районы Каршинской степи для развития хлопководства. Канал обеспечивает орошение более 200 тысяч гектаров земли в Нишанском, Каршинском, Гузарском, Касанском и других районах Кашкадарьинской области Узбекистана.